# Singles (Puy-de-Dôme)
Pour les articles homonymes, voir Singles.
Singles (/sɛ̃gl/) est une commune française située dans le département du Puy-de-Dôme, en région Auvergne-Rhône-Alpes.

## Géographie
La commune de Singles est bordée à l'ouest par la Dordogne et au sud par son affluent, la Burande. Un autre affluent de la Dordogne arrose le territoire communal, la Mortagne qui reçoit son principal affluent le Beautourne, en limite orientale de la commune.

### Communes limitrophes
Singles est limitrophe de six autres communes, dont une dans le département de la Corrèze.
| Messeix                       |         | Avèze  |
| Savennes                      | Singles | Tauves |
| Confolent-Port-Dieu (Corrèze) | Larodde |        |

### Climat
Pour des articles plus généraux, voir Climat d'Auvergne-Rhône-Alpes et Climat du Puy-de-Dôme.
En 2010, le climat de la commune est de type climat de montagne, selon une étude du Centre national de la recherche scientifique s'appuyant sur une série de données couvrant la période 1971-2000. En 2020, Météo-France publie une typologie des climats de la France métropolitaine dans laquelle la commune est exposée à un climat de montagne ou de marges de montagne et est dans la région climatique  Ouest et nord-ouest du Massif Central, caractérisée par une pluviométrie annuelle de 900 à 1 500 mm, maximale en automne et en hiver. 
Pour la période 1971-2000, la température annuelle moyenne est de 9 °C, avec une amplitude thermique annuelle de 15,1 °C. Le cumul annuel moyen de précipitations est de 1 251 mm, avec 13,8 jours de précipitations en janvier et 8,2 jours en juillet. Pour la période 1991-2020, la température moyenne annuelle observée sur la station météorologique de Météo-France la plus proche, « Tauves », sur la commune de Tauves à 7 km à vol d'oiseau, est de 9,5 °C et le cumul annuel moyen de précipitations est de 1 315,5 mm,. Pour l'avenir, les paramètres climatiques de la commune estimés pour 2050 selon différents scénarios d'émission de gaz à effet de serre sont consultables sur un site dédié publié par Météo-France en novembre 2022.

## Urbanisme

### Typologie
Au 1er janvier 2024, Singles est catégorisée commune rurale à habitat très dispersé, selon la nouvelle grille communale de densité à sept niveaux définie par l'Insee en 2022.
Elle est située hors unité urbaine et hors attraction des villes,.
La commune, bordée par un plan d’eau intérieur d’une superficie supérieure à 1 000 hectares, le lac de Bort-les-Orgues, est également une commune littorale au sens de la loi du 3 janvier 1986, dite loi littoral. Des dispositions spécifiques d’urbanisme s’y appliquent dès lors afin de préserver les espaces naturels, les sites, les paysages et l’équilibre écologique du littoral, tel le principe d'inconstructibilité, en dehors des espaces urbanisés, sur la bande littorale des 100 mètres, ou plus si le plan local d’urbanisme le prévoit.

### Occupation des sols
L'occupation des sols de la commune, telle qu'elle ressort de la base de données européenne d’occupation biophysique des sols Corine Land Cover (CLC), est marquée par l'importance des forêts et milieux semi-naturels (58,3 % en 2018), une proportion sensiblement équivalente à celle de 1990 (58,7 %). La répartition détaillée en 2018 est la suivante : forêts (57,4 %), prairies (24,1 %), zones agricoles hétérogènes (17,2 %), milieux à végétation arbustive et/ou herbacée (0,9 %), eaux continentales (0,4 %). L'évolution de l’occupation des sols de la commune et de ses infrastructures peut être observée sur les différentes représentations cartographiques du territoire : la carte de Cassini (XVIIIe siècle), la carte d'état-major (1820-1866) et les cartes ou photos aériennes de l'IGN pour la période actuelle (1950 à aujourd'hui).

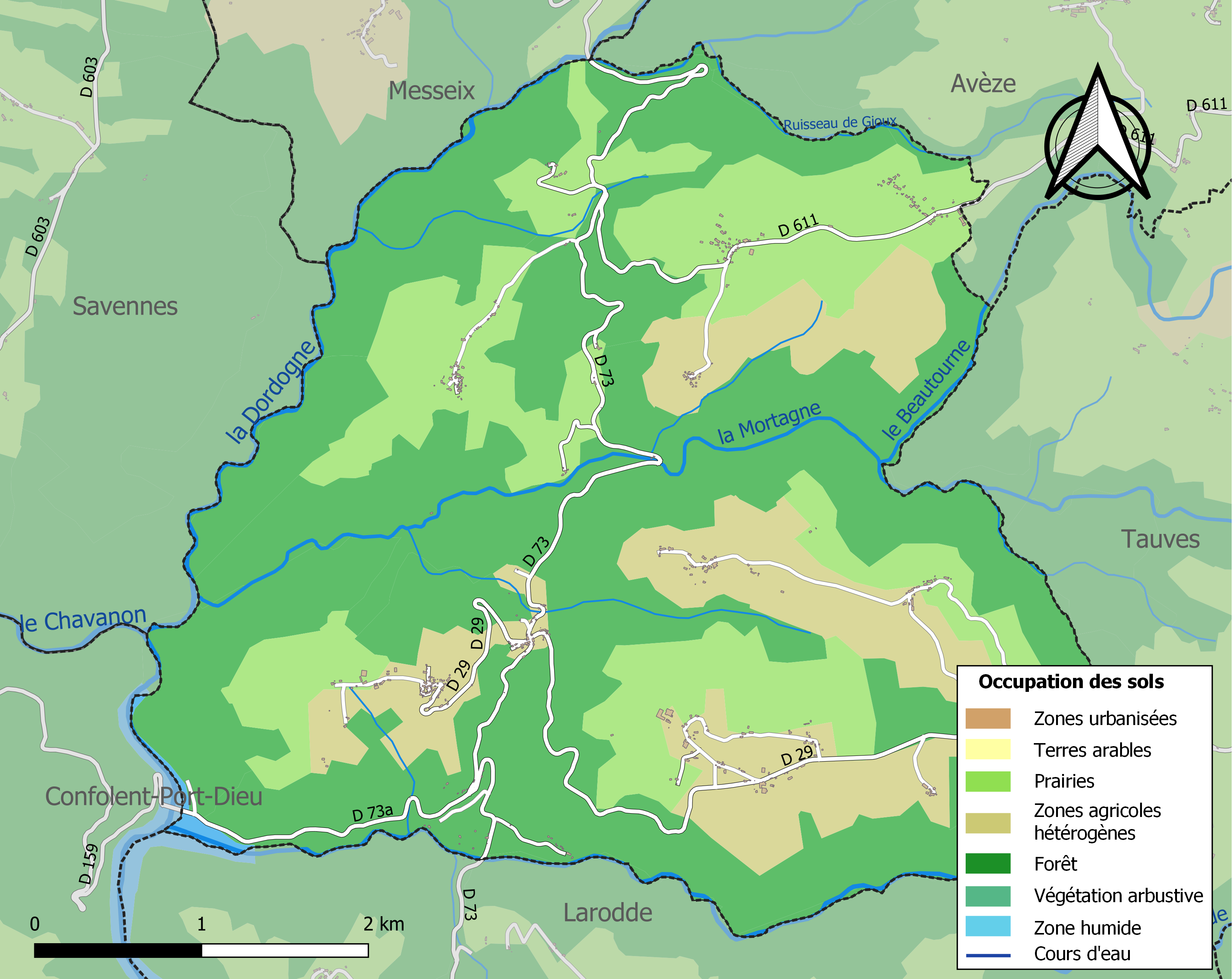
Carte des infrastructures et de l'occupation des sols de la commune en 2018 (CLC).

## Histoire
Les mentions successives du nom de cette commune sont Cengles (1075-1095), Cingulis (1096) puis Cingles (1789). (cengle en occitan : le plateau, la corniche)
Singles, longtemps dépendance de l'abbaye de Sauxillanges, eut également affaire aux seigneurs de La Tour.
Communauté avant 1787, puis commune, Singles voit en 1914-1918, soixante de ses citoyens tomber au champ d'honneur.
Le 13 octobre 1943, la commune de Singles était le théâtre d'une opération de police dirigée par le SD de Vichy visant à neutraliser les maquis implantés dans la région (ainsi que dans les camps du groupement 22 des chantiers de jeunesse implantés à Messeix et à Savennes). Cette opération, menée sur dénonciation, conduisait à l’exécution d'Ernest Guillaume à Perret ainsi qu'à l'arrestation du maire de Singles Léger Fouris à la Guinguette, qui décédera en déportation à Buchenwald, et de Jean Ranvier à Serre.
Depuis décembre 1993, Singles fait partie de la communauté de communes Sancy-Artense.

## Économie
Les plateaux de Singles sont consacrés à l'élevage.
Singles a eu un passé minier : plomb argentifère (XVIIIe siècle) et charbon (jusqu'en 1950) ; depuis quelques années, orpaillage sur la Burande.
Son camping, ses profondes vallées sauvages, la proximité de la retenue de Bort-les-Orgues, la visite des anciens sites miniers sont autant d'atouts pour le tourisme.

## Politique et administration

### Découpage territorial
La commune de Singles est membre de la communauté de communes Dômes Sancy Artense, un établissement public de coopération intercommunale (EPCI) à fiscalité propre créé le 1er janvier 2017 dont le siège est à Rochefort-Montagne. Ce dernier est par ailleurs membre d'autres groupements intercommunaux. De 1993 à 2016, elle faisait partie de la communauté de communes Sancy-Artense Communauté.
Sur le plan administratif, elle est rattachée à l'arrondissement d'Issoire, à la circonscription administrative de l'État du Puy-de-Dôme et à la région Auvergne-Rhône-Alpes. Avant mars 2015, elle faisait partie du canton de Tauves.
Sur le plan électoral, elle dépend du canton du Sancy pour l'élection des conseillers départementaux, depuis le redécoupage cantonal de 2014 entré en vigueur en 2015, et de la troisième circonscription du Puy-de-Dôme pour les élections législatives, depuis le dernier découpage électoral de 2010 (quatrième circonscription avant 2010).

### Élections municipales et communautaires

#### Élections de 2020
Le conseil municipal de Singles, commune de moins de 1 000 habitants, est élu au scrutin majoritaire plurinominal à deux tours avec candidatures isolées ou groupées et possibilité de panachage. Compte tenu de la population communale, le nombre de sièges à pourvoir lors des élections municipales de 2020 est de 11. La totalité des candidats en lice est élue au premier tour, le 15 mars 2020, avec un taux de participation de 74,43 %.

#### Chronologie des maires
| Période                                  | Période  | Identité          | Étiquette  | Qualité     |
| ---------------------------------------- | -------- | ----------------- | ---------- | ----------- |
| Les données manquantes sont à compléter. |          |                   |            |             |
| 1904                                     | 1909     | Pardoux Fouris    |            |             |
| 1929                                     | 1943     | Léger Fouris      |            |             |
| 1971                                     | 2001     | Espinasse Raymond | Socialiste | Maire       |
| mars 2001 (réélu en mars 2014)           | 2020     | Jean-Claude Bruel |            | Paysagiste  |
| 31 mai 2020                              | En cours | Julien Gaydier    |            | Agriculteur |

## Population et société

### Démographie
L'évolution du nombre d'habitants est connue à travers les recensements de la population effectués dans la commune depuis 1793. Pour les communes de moins de 10 000 habitants, une enquête de recensement portant sur toute la population est réalisée tous les cinq ans, les populations de référence des années intermédiaires étant quant à elles estimées par interpolation ou extrapolation. Pour la commune, le premier recensement exhaustif entrant dans le cadre du nouveau dispositif a été réalisé en 2004.

En 2022, la commune comptait 154 habitants, en évolution de −9,41 % par rapport à 2016 (Puy-de-Dôme : +2,1 %, France hors Mayotte : +2,11 %).
| 1793 | 1800 | 1806  | 1821 | 1831 | 1836  | 1841  | 1846  | 1851  |
| ---- | ---- | ----- | ---- | ---- | ----- | ----- | ----- | ----- |
| 933  | 749  | 1 027 | 920  | 978  | 1 081 | 1 058 | 1 086 | 1 099 |

| 1856  | 1861  | 1866  | 1872  | 1876  | 1881  | 1886  | 1891  | 1896  |
| ----- | ----- | ----- | ----- | ----- | ----- | ----- | ----- | ----- |
| 1 031 | 1 075 | 1 020 | 1 016 | 1 051 | 1 111 | 1 107 | 1 110 | 1 070 |

| 1901  | 1906  | 1911  | 1921 | 1926 | 1931 | 1936 | 1946 | 1954 |
| ----- | ----- | ----- | ---- | ---- | ---- | ---- | ---- | ---- |
| 1 158 | 1 073 | 1 119 | 828  | 863  | 603  | 598  | 562  | 450  |

| 1962 | 1968 | 1975 | 1982 | 1990 | 1999 | 2004 | 2006 | 2009 |
| ---- | ---- | ---- | ---- | ---- | ---- | ---- | ---- | ---- |
| 376  | 342  | 321  | 265  | 214  | 210  | 205  | 203  | 170  |

| 2014 | 2019 | 2022 | - | - | - | - | - | - |
| ---- | ---- | ---- | - | - | - | - | - | - |
| 167  | 160  | 154  | - | - | - | - | - | - |

## Culture et patrimoine

### Lieux et monuments

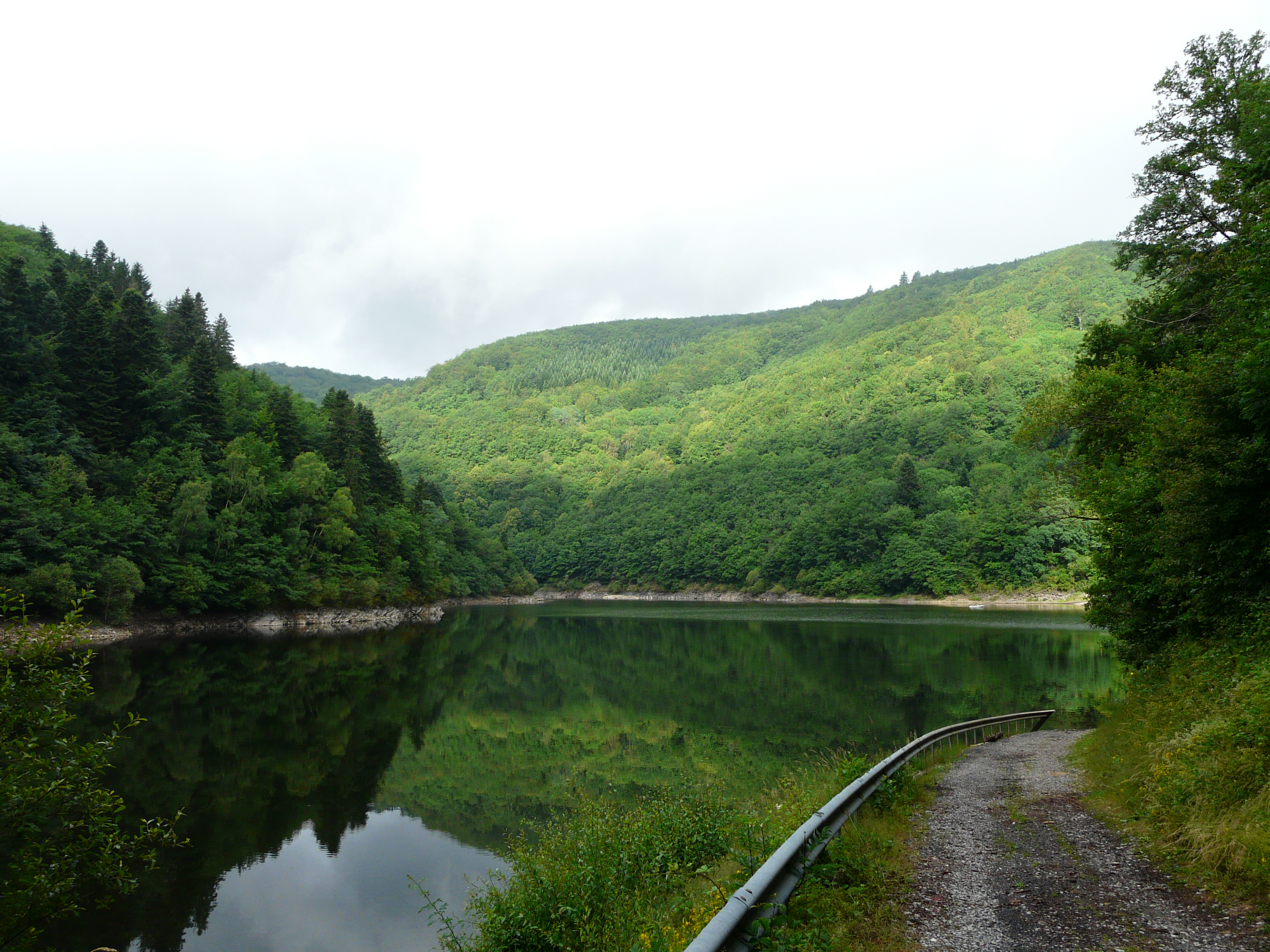
La vallée de la Burande au niveau du lac de Bort-les-Orgues et de sa confluence avec la Dordogne, entre Larodde à gauche et Singles à droite.

- Le lac de Bort-les-Orgues, au pont d'Arpiat, baigne l'angle sud-ouest du territoire communal.
- L'église Saint-Nazaire a été bâtie au XIIe ou XIIIe siècle[26]

### Personnalités liées à la commune
- Léger Fouris (1895-1944), maire de Singles de 1929 à 1943, résistant déporté mort au camp de concentration de Buchenwald.
- Dom Bernard-Jacques Thiel, bénédictin luxembourgeois, réfugié ayant échappé de peu à la Gestapo en 1941, nommé, en 1943, curé de Singles, dont il fera le sujet d'un ouvrage.